# جيمي بيننغ
جيمي بيننغ (بالإنجليزية: Jimmy Binning)‏ مواليد 25 يوليو 1927 في بلانتاير، ساوث لانركشاير، اسكتلندا، هو لاعب كرة قدم اسكتلندي. يلعب كمدافع. سبق له أن لعب في كأس العالم لكرة القدم مع منتخب بلاده.

## المسيرة الاحترافية

### أندية لعب لها
- كوين أوف ساوث

## وصلات خارجية
- جيمي بيننغ على موقع الاتحاد الدولي (مؤرشف)  (الإنجليزية)
- جيمي بيننغ على موقع Soccerway.com (الإنجليزية)
- جيمي بيننغ على موقع عالم كرة القدم.نت (الإنجليزية)

- الموقع%20الرسمي